# Occitanobisium nanum
Occitanobisium nanum är en spindeldjursart som först beskrevs av Beier 1959.  Occitanobisium nanum ingår i släktet Occitanobisium och familjen helplåtklokrypare. Inga underarter finns listade i Catalogue of Life.